# بوبي فرانكلين
بوبي فرانكلين (بالإنجليزية: Bobby Franklin)‏ هو سياسي أمريكي، ولد في 13 فبراير 1957، وتوفي في 26 يوليو 2011. حزبياً، نشط في الحزب الجمهوري. وقد انتخب عضو مجلس نواب جورجيا.